# 西爾萬格羅夫 (阿拉巴馬州)
西爾萬格羅夫（英語：Sylvan Grove）是一個位於美國阿拉巴馬州戴爾縣的非建制地區。該地的面積和人口皆未知。

## 地理
西爾萬格羅夫的座標為31°21′32″N 85°27′56″W / 31.35888°N 85.46555°W，而該地最高點為海拔高度107米（即351英尺）。